# La Paloma (zbiornik)

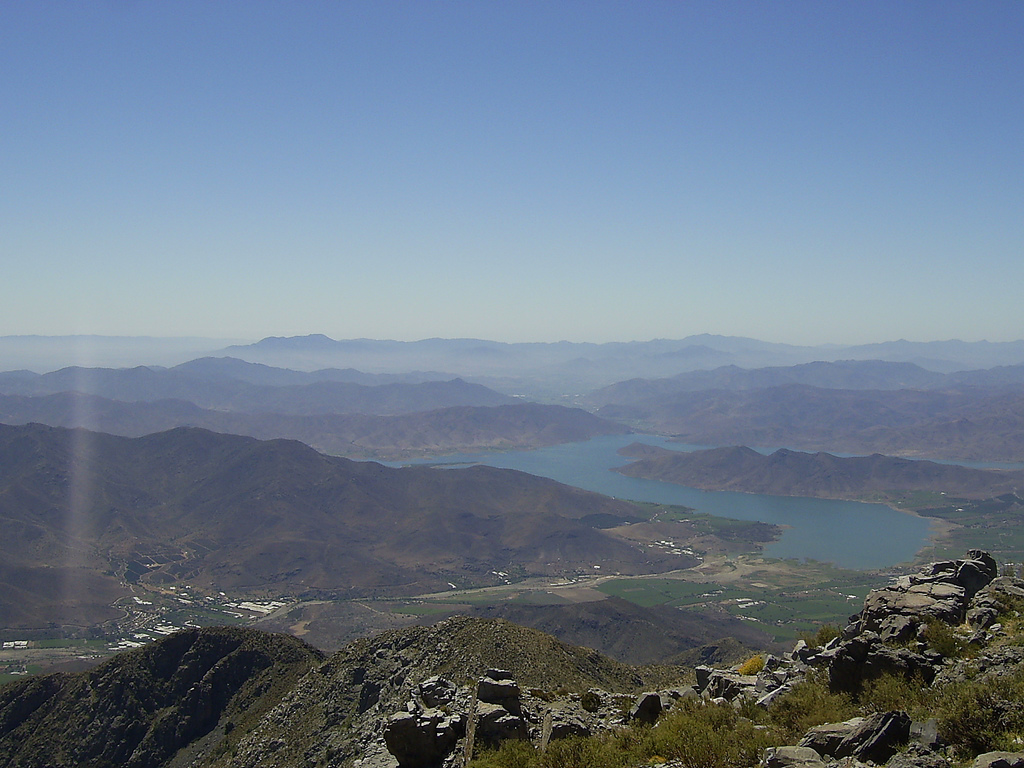
Widok na zbiornik La Paloma

La Paloma (hiszp. Embalse La Paloma) – sztuczny zbiornik wodny na rzece Río Grande, w środkowym Chile w regionie Coquimbo, niedaleko miasta Ovalle. Położenie geograficzne: 30°45′S 71°00′W/-30,750000 -71,000000. Zajmuje powierzchnię 30 km², a jego objętość to 780 mln m³. 
Zbiornik powstał w celach irygacyjnych. Wykorzystywany jest również w celach turystycznych i rekreacyjnych.